# Машал-2
Футбольний клуб Машал-2 (Мубарек) або просто «Машал-2» (узб. Mash'al-2) — узбецький професіональний футбольний клуб з міста Мубарек. Фарм-клуб Машалу, який виступає у Вищій лізі. Зараз Машал-2 виступає у Першій лізі.

## Колишні назви
- 2005: Янгієр
- 2006–2007: Машал-2
- 2008–2009: Машал-Академія
- 2009: Машал-Спорт
- 2010–2013: Машал-Академія
- 2014: Машал-2

## Історія
Футбольний клуб було засновано в 2005 році під назвою «Янгієр». Починаючи з 2010 року клуб виступа у лізі під назвою «Машал-Академія». Машаль-2 виконує роль підготовки гравців для основної команди. Фарм-клуби в Узбекистані грають в тих же футбольних лігах, що й їх перші команди, а не в окремій лізі. Але фарм-клуби не можуть грати в тому ж чемпіонаті, що й їх перші команди. Але фарм-клуби також беруть участь в Кубку Узбекистану. 
У 2009 році Машал-2 посів друге місце в Першій лізі Узбекистану, але не мав права виступати у Вищому дивізіоні, так як «Машал» (Мубарек) грав в цій лізі.
Такі гравці Машала-2 як Ганішер Холмурадов та Сардор Рахманов виступали на Чемпіонаті футболу серед юнацьких збірних в 2011 році у складі Збірної Узбекистану U-17.

## Досягнення
- Перша ліга Узбекистану
  -  Срібний призер (1): 2009

## Відомі тренери
- Олександр Хомяков (2011–2012)
- Ділшот Андаєв (2014–)